# Віллар-Фокк'ярдо
Віллар-Фокк'ярдо (італ. Villar Focchiardo, п'єм. Ël Vilé) — муніципалітет в Італії, у регіоні П'ємонт,  метрополійне місто Турин.
Віллар-Фокк'ярдо розташований на відстані близько 560 км на північний захід від Рима, 37 км на захід від Турина.
Населення — 2074 особи (2014).

## Демографія
Населення за роками:

Станом на 1 січня 2023 року в муніципалітеті офіційно проживали 74 іноземці з 12 країн, серед них 59 громадян країн Євросоюзу.

## Сусідні муніципалітети
- Боргоне-Суза
- Коацце
- Сан-Дідеро
- Сан-Джоріо-ді-Суза
- Сант'Антоніно-ді-Суза